# 구리바야시촌
구리바야시촌(栗林村)은 니가타현 미나미칸바라군에 있던 촌이다. 

## 역사
- 1889년 4월 1일 - 정촌제 시행에 의해 미나미칸바라군 구리바야시촌이 성립하였다.
- 1927년 10월 1일 - 미나미칸바라군 이구리촌이 분립해 산조정의 일부와 이구리촌의 일부가 편입되었다.

## 참고문헌
- 『市町村名変遷辞典』東京堂出版、1990年。